# Elektrougli
Elektrougli (ros. Электроугли) – miasto w Rosji, w obwodzie moskiewskim, 36 km na wschód od Moskwy. W 2020 liczyło 21 263 mieszkańców.